# BioShock
A BioShock belső nézetű, lövöldözős játék, amelyet az Irrational Games (akkoriban 2K Boston) fejlesztett és a 2K Games kiadásában jelent meg. A játék elsőként Microsoft Windows és Xbox 360 platformokra jelent meg 2007 augusztusában, majd az Irrational, a 2K Marin, a 2K Australia és a Digital Extremes kooperációjának köszönhetően PlayStation 3 konzolokon is elérhetővé vált 2008 októberében. A Mac OS X változatot a Feral Interactive készítette és 2009 októberében jelent meg. A játék mobiltelefonos Java verzióját az IG Fun fejlesztette.
A játék koncepcióját az Irrational kreatív vezetője, Ken Levine dolgozta ki az Ayn Rand által képviselt objektivizmusra építve és olyan szerzők által befolyásolva, mint például George Orwell. A játékot a System Shock sorozat szellemi örökösének tekintik, Levine mellett ugyanis az Irrational több tagja is dolgozott korábban a System Shock játékokon.
A BioShock az 1960-as években játszódik, a játék főhőse, Jack egy repülőgéppel utazik valahol az Atlanti-óceán felett, ám a gép lezuhan, ő pedig egy rejtélyes világítótornyot talál, ahol egy mélytengeri merülésre szolgáló eszközzel (batiszféra) leereszkedik Rapture víz alatti városába. Az Andrew Ryan iparmágnás által létrehozott, világtól elzárt utópiában az ADAM névre keresztelt plazmid okoz bonyodalmakat, ugyanis ez emberfeletti képességekkel ruházza fel használóját. Az emberek ADAM utáni vágya és felelőtlen felhasználása miatt a város pedig gyors hanyatlásnak indul. Jack megpróbál elmenekülni a városból, amihez sok ADAM által megrontott ellenfélen kell keresztülharcolnia magát, miközben a város néhány józan eszét megőrző lakójával is összetalálkozik, és megismeri Rapture történetét. A játékos a fegyverek mellett a különleges képességeket biztosító plazmidokat is használhatja, valamint a városban található gépeket is feltörheti, amivel előnyhöz juthat ellenfeleivel szemben. A BioShock szerepjátékos elemeket is tartalmaz, így például a játékos az ellenségekkel többfajta módon küzdhet meg, és a játék során morális döntéseket is meg kell hoznia, például bizonyos szereplők életben hagyása esetén.
A BioShock pozitív fogadtatásban részesült a sajtó és a játékosok részéről is, melyben szerepet játszottak a történet során felvetett morális kérdések, valamint a játék egyedülálló és magával ragadó környezete és helyszínei. A Game Informer, a Spike TV és az X-Play is az év legjobb játékának választotta meg, valamint ugyanebben a kategóriában a BAFTA díját is elnyerte. A folytatás BioShock 2 címmel 2010 februárjában jelent meg, míg BioShock Infinite címmel 2013 márciusában jelent meg az eredeti fejlesztőcsapat egy játéka, ami már egy teljesen más történetet visz tovább.

## Játékmenet
A BioShock a first-person shooterek műfajába tartozik, vegyítve a szerepjátékok és a lopakodós játékok elemeivel, maga a játékmenet a System Shock 2 című játékkal mutat hasonlóságot. A játék főhőse Jack, akinek célja, hogy maga mögött hagyja Rapture városát, ám ehhez fel kell vennie a harcot a város lakóival, amiben számos különböző fegyver és a plazmid nevű genetikus módosítók segítik, ám bizonyos helyzetekben – például a biztonsági kamerák vagy az automatizált lövegtornyok esetében – lopakodással elkerülhetőek az összetűzések. A város felfedezése közben a játékos pénzt gyűjthet, amit különböző automatáknál költhet el, például fegyverre és más felszerelésre vagy az életereje feltöltésére. A pénz mellett komponenseket is lehet találni, amit a U-Invent berendezéseknél hasznos dolgokká lehet barkácsolni, így gyárthatóak például különböző lőszertípusok vagy génmódosító tonikok. A kamrák, széfek, ajtók, lövegtornyok és a különböző automaták feltörhetőek, és ezáltal különböző előnyöket biztosítanak a játékos számára: a lövegtornyok az ellenségeket támadják meg, míg az automaták olcsóbb árakat kínálnak a hackelés után. Ez egyfajta minijátéknak fogható fel, amit a Pipe Mania című játék inspirált, lényege, hogy meghatározott idő alatt a folyadék az egyik végpontból a másikba érjen, ehhez pedig a játékosnak kell csőrendszert kiépítenie. A játék elején egy fényképezőgéphez jut a főhős, az ellenségekről és gépekről fényképeket készítve pedig analizálhatja őket és ezzel a kutatási szintjét növelheti: ez az ellenség és géptípusoknál is az ötödik szintig növekedhet, minden egyes szint valamilyen bónuszt (például nagyobb sebzés) vagy fejlesztést (különböző tonikok) tesz elérhetővé, jobb minőségű fotók készítésével pedig gyorsabban érhetőek el az újabb szintek. A Vita-Chamber elnevezésű szerkezetek elszórva találhatóak a játék során, ezeket a játékos közvetlenül nem használhatja, azonban amikor a főszereplő elhalálozik, akkor a legközelebbi kamránál éled újra, megtartva korábbi felszerelését, ám teljes éltének és energiájának csupán egy részével tér vissza az életbe. Egy későbbi javítással bekerült egy olyan opció is a játékba, mellyel kikapcsolható ez a funkció, így Jack halálakor a Vita-Chamber helyett az előző mentett állást tölti be a játék.

A játékban a gépeket egy minijátékot teljesítve lehet feltörni

A játék során számos plazmid és gene tonik gyűjthető össze: az előbbiek aktív képességeket biztosítanak, utóbbiak pedig passzív bónuszokat adnak a karakternek. Az plazmidok főként offenzív képességek, használatuk az EVE nevű szérumot veszi igénybe, melynek mértékét az életerő alatt a jobb felső sarokban egy kék energiaszint mérő mutatja. Ez a szint pedig az EVE Hypo nevű fecskendővel tölthető újra, melyből összesen kilencet hordhat magánál a játékos, de különféle ételek/italok elfogyasztásával, illetve bizonyos passzív képességek révén is visszatölthető a maximális EVE szint. Az aktív képességekből 11 található a játékban, ilyen például a tűzlabda, a telekinézis, a hipnotizáló képességek, ezen képességek pedig három szinten keresztül fejleszthetőek. A passzív képességek használatához nincs szükség EVE-re és több típus létezik belőlük, amik a combat, az engineering és a physcial kategóriába sorolódnak, ezekkel például a játékos többet sebezhet ellenfelein, illetve az ellenfelek okozta sérülések mértékét csökkentheti vagy befolyásolhatja a hackelési képességeit. A játékos mindig csak bizonyos számú plazmidot és tonikot hordhat magánál, ezeket az úgynevezett Gene Bankoknál szabadon cserélgetheti. A plazmidok kiválasztásakor a játékos külseje is megváltozik, ezzel jelezve azt, hogy használatával lényegében feláldozza emberségét. A BioShock arra ösztönzi a játékost, hogy kombinálja a plazmidokat, fegyvereket, valamint használja ki a környezet adottságait, ugyanis minden helyzetben más és más taktika alkalmazása a kifizetődő.
Az egyes plazmidok a történet bizonyos pontjain gyűjthetőek be, illetve a Gatherer’s Garden gépeknél vehetőek a Little Sisterektől szerzett ADAM nevű mutagénért cserébe. A Little Sistereket a genetikailag felerősített, páncélozott búvárruhát viselő Big Daddyk védelmezik. Őket legyőzve a játék morális dilemma elé állítja a játékost: a Little Sisterek elpusztításával nagyobb mennyiségű ADAM szerezhető, felszabadításukkal kevesebb, azonban minden harmadik megmentett gyermek után egy csomag ADAM lesz a játékos ajándéka, így lényegében nem éri akkora hátrány. Mindkét döntésnek megvannak a maga előnyei, ezen felül pedig a történetet is befolyásolják, hisz kétféle befejezés kínálkozik a játékos korábbi választásának függvényében, de a játékmenetre is hatással van, hisz a Little Sisterekből több ADAM nyerhető ki, így több plazmid vásárolható, könnyebbé téve a játékot.

## Történet

### Bevezetés
A BioShock története 1960-ban indul, Jack, a főhős Londonból San Francisco felé tartó repülőgépe lezuhan az Atlanti-óceán felett, a szerencsétlenség egyetlen túlélőjeként eljut egy közeli világítótoronyhoz, ahol egy szerkezet segítségével lejut a víz alatti Rapture városába. A város háttértörténetét a játék során megtalált hangfelvételekből ismerheti meg a játékos. A várost Andrew Ryan iparmágnás tervezte és építette fel valamikor az 1940-es években. Az objektivista nézeteket valló Ryan egy olyan utópia megteremtését tűzte ki célul, ahol a társadalom felső, elit rétege mindenfajta kormányzati irányítás nélkül élhet. A város életét azonban teljesen felforgatta, amikor felfedezték, hogy az óceán mélyén élő csigákból egy ADAM nevű plazmid nyerhető ki, ami használójának DNS-ét módosítja, és emberfeletti képességekkel ruházza fel.
A látszólagos utópia ellenére az emberek közötti egyenlőtlenség nőtt és Frank Fontaine, aki korábban maffiózó és üzletember volt, elhatározta, hogy megdönti Ryan hatalmát. Feketekereskedelmet folytat a felszíni világgal és dr. Brigid Tenenbaum segítségével az ADAM olcsó tömegtermelését teszi lehetővé: ez az anyag a csigákból önmagukban csak kis mértékben nyerhető ki, ám azokat egy gazdatest gyomrába helyezve megsokszorozódik a felhasználható ADAM mennyisége. Fontaine árvaház létrehozását pénzeli, majd az ott élő kislányokat használja fel az ADAM előállítására, őket nevezik Little Sistereknek. Plazmidokkal megerősített emberei élén Ryan ellen lép fel, de úgy tűnt, a harcokban életét vesztette, Ryan pedig rátette a kezét a Fontaine Futuristic kutatócégre és vele együtt a Little Sisterekre is. Miután saját halálát megrendezte, Fontaine Atlas néven tűnik fel és az alsóbb osztályokat lázítja fel. Atlas megalkotja a Big Daddyket, akik a Little Sistereket védik meg Ryan elől, hogy ne juthasson több ADAM-hez. Ryan válaszul a saját seregét állítja fel Rapture plazmiddal fertőzött lakóiból, akiket Splicernek hív.
Végül 1958. december 31-én Atlas kiadta a parancsot, hogy egy mindent eldöntő csapást mérjenek Ryanre. A csata számos halottal járt, aki pedig túlélte, menedéket keresett és elbarikádozta magát. Az egykori utópia disztópiába fordult át.

### Cselekmény

Egy Little Sister és az őt védelmező Big Daddy

Miután Jack lezuhant és eljutott Rapture városába, egy Atlas nevű rejtélyes személy rádión keresztül felveszi vele a kapcsolatot és biztonságba vezeti a Splicerek elől. Atlas azt állítja, hogy Ryan fogságba ejtette családját és Jack segítségét kéri, hogy megállítsa Ryant. Amikor a főhős egy Little Sisterbe botlik, Atlas arra biztatja, hogy nyerje ki belőle az ADAM-et, ám ekkor feltűnik dr. Tenenbaum, és azt kéri, hagyja életben a gyermeket és egy plazmidot ad át neki, amivel megszabadíthatja a testében rejtőző tengeri csigától. Jack végül eljut oda, ahol állítólag fogva tartják Atlas családját, ám Ryan felrobbantja a helyet, mielőtt Jack odaérhetne.
Atlas ezután egyenesen Ryan lakhelye felé vezeti a főhőst. Ryan irodája felé haladva egyre több információt találhat a játékos, melyekből kiderül, hogy Jack valójában Ryan és Jolene gyermeke. Ryan nem tudott a gyermekről, Jolene pedig anyagi problémákkal küzdött, így Fontaine megvásárolta tőle a magzatot, amit Ryan ellen kívánt felhasználni. Mivel Jack genetikai kódja hasonlít Ryanéhez, ezért olyan szerkezeteket is használhat, melyeket Ryan rég elzárt. A gyermeket növekedés serkentőkkel tömték és emlékeket programoztak belé, majd kicsempészték a városból, hogy későbbiekben, mint alvó ügynököt, aktiválni tudják. Eljutva Ryanhez látható, hogy nem különösebben zavarja az általa korábban beindított önmegsemmisítő mechanizmus, nyugodtan golfozgat és monológjában kifejti, hogy Jack valójában csak egy szolga, és mind ez idáig nem volt egyetlen saját döntése sem. Kiderül, hogy elég csak annyit mondani számára, hogy „Would you kindly” és Jack máris kérdés nélkül végrehajtja az elhangzottakat. Ryan szabad akaratától vezérelve elfogadja sorsát és kihasználva Jack helyzetét ráveszi őt, hogy agyonverje a golfütővel. Ez rádöbbenti Jacket, hogy egész eddig kihasználták, egy későbbi visszaemlékezéséből az is kiderül, hogy a repülőgép is miatta zuhant le, mert elolvasta a játék bevezetőjében látott levelet. Atlas felfedi előtte valódi kilétét: ő igazából Fontaine, és egész eddig manipulálta, most már pedig semmi sem állíthatja meg, hogy Ryan rendszere felett átvegye az irányítást. Jackre rászabadítja a drónokat, ám dr. Tenenbaum segítségével el tud menekülni a főhős. A doktor megszabadítja a Fontaine által belétáplált programoktól, így már nem hatnak rá a parancsszavak. A Little Sisterek segítségével Jack eljut Fontainehez, aki ekkor nagy mennyiségű ADAM-et fecskendez magába, ezzel szörnnyé változtatva önmagát. Jacknek négy alkalommal kell leszívnia belőle az ADAM-et, ezután pedig a Little Sisterek a maradékot is kiszívják belőle, így vetve véget az életének.
Ezt követően két befejezés lehetséges, annak függvényében, hogy a játékos korábban hogyan bánt a Little Sisterekkel, ezeket egy videó kíséretében dr. Tenenbaum meséli el. Ha az összes Little Sistert megmentette, akkor Jack a videóban öt gyermekkel tér vissza a felszínre, akiket felnevel. Ha egynél több Little Sistert bántott, akkor Jack az ADAM begyűjtésére kényszerítette a gyermekeket, a videóban pedig egy nukleáris rakétát szállító tengeralattjárót támadnak meg Splicerei. Tenenbaum narrációja is a szomorú hangnem helyett egyre ellenségesebb lesz, minél több Little Sisternek esik bántódása a játék során.

## Fejlesztés

### Az eredeti történet
A BioShock cselekménye az eredeti tervektől lényegesen eltért a végleges változatban: a főszereplő foglalkozása szerint például szektákból menekítette volna ki annak tagjait, akiket aztán fizikailag és mentálisan is megváltoztatnak, átnevelnek, hogy aztán normális életet élhessenek. A történet is inkább politikai színezetet kapott volna, a főszereplőt ugyanis egy szenátor bérelte volna fel, hogy bizonyos embereket programozzon át. A játék fejlesztése hivatalosan 2004-ben lett megerősítve, azóta az alapszituáció és a cselekmény is sok változáson ment keresztül. A kezdeti tervek között az is szerepelt, hogy egy németek által elhagyatott második világháborús kutatólabort a 21. század elején megtalálnak, és újra használatba vesznek, ám ott mutálódott ellenségekre akadt volna a játékos, akik egyfajta szimbiózisban éltek volna a környezetükkel, ami a végleges játék esetében is visszaköszön például a Little Sisterek és az őket óvó Big Daddyk formájában. Bár ezzel a történettel járó játékmenetbeli sajátosságok hasonlítottak volna a végleges változatban ismertre, a sztorit mégis megváltoztatták. Levine szerint az Irrational Games alapelvei közé tartozik, hogy először a játékot tervezik meg és utána dolgozzák ki a történetet. Elmondása szerint soha nem állt szándékában kétfajta befejezést készíteni a játékhoz, ez csupán a fejlesztés vége felé érkező felsőbb utasítás eredménye volt.
Egy IGN interjúban, amikor a játék történetéről kérdezték, Levine az alábbiakat mondta: „Van ez a haszontalan bölcsész diplomám, úgyhogy Ayn Rand és George Orwell műveit is olvastam, és mindenfélét a 20. század utópisztikus és disztópikus irodalmából, amiket egészen lenyűgözőnek találok.” Megemlítette továbbá, hogy érdeklődést mutat az őssejt kutatás és az azzal kapcsolatos morális kérdések irányába. A játék művészeti irányvonalánál Levine az 1984 és a Logan futása című műveket nevezte meg főbb inspirációként: ezek a könyvek olyan társadalmakat jelenítenek meg, melyek alapvetően érdekes ideológiákat követnek, ám mivel ezeket a gondolatokat az emberek ültetik át a gyakorlatba, ezért kudarcra vannak ítélve.
A fejlesztők szerint a BioShock a System Shock játékok szellemi örököse, azon szériai fejlesztői ugyanis a BioShock készítésénél is közreműködtek. Levine szerint csapata már a System Shock 2 elkészítése után egy újabb játékon gondolkozott, ami továbbvinné a System Shock szellemiségét. Levine a 2006-os E3 alkalmával a sajtónak egy videót is bemutatott, rámutatva a játékok közötti hasonlóságokra. A játékmenetbeli hasonlóságok esetén például a BioShock plazmidjai és az azok használatához kellő EVE hypo fecskendők hasonló szerepet töltenek be, mint a System Shock 2 pszichotikus képességeinek alkalmazásához szükséges PSI hypo-k. A játékosnak biztonsági kamerák, lövegtornyok és ellenséges drónok is nehezítik életét, de lehetősége nyílik feltörni ezeket. A lőszerrel való spórolás kényszere mindkét játék szempontjából kulcsfontosságú, valamint a BioShock esetében megjelenő hangfelvételek a történetmesélést tekintve hasonló szerepet töltenek be, mint a System Shock játékok e-mail üzenetei. A korábbi tragikus események helyszínén szellemképként felelevenedő események, a módosítható fegyverek és a többfajta lőszertípus, valamint az kutatási pontok megszerzése után növekedő extra sebzés ugyanúgy megtalálhatóak a System Shock 2 és a BioShock esetében is. Ezeken felül Atlas és Janice Polito között is párhuzam vonható, mindketten a távolból vezetik a főhőst és mindkettőjükhöz tartozik egy történetbeli csavar. Mindkét játék esetében egy adott feladatot több módon oldhat meg a játékos.

### Grafikus motor
A BioShock egy jelentős módosításokon átesett Unreal Engine 2.5 típusú grafikus motort használ, néhány fejlesztést átemelve az Unreal Engine 3 motorból. Az Irrational Games a korábbi játékaiknál, például a SWAT 4 esetében is saját grafikus motort fejlesztett, amely az Unreal Engine 2 verziójú motorra épült. Egy 2006 májusában készült interjú során Levine elmondta, hogy külön a játék számára béreltek fel egy programozót és egy művészeti tervezőt, akik csak a játékban megjelenő víz effektek kidolgozásáért és megjelenítéséért feleltek. Erről a legtöbb kritikában magasztalóan nyilatkoztak, a GameSpot például azt írta, hogy a padlón lévő víz vagy a robbanások után betörő tengervíz látványa minden alkalommal lenyűgözi majd a játékost, amikor csak meglátja. A játék Windows operációs rendszerre megjelent változata DirectX 10 támogatással is rendelkezik, ez viszont csak a megfelelő hardveres és szoftveres követelmények teljesítése mellett érhető el. A DirectX 9 és a DirectX 10 API között csupán néhány eltérés található képminőség terén, például a víz tükröződésében és a soft particle effektek esetében vehető észre különbség, ám ez a legtöbb játékos számára elhanyagolható mértékű különbséget jelent. A BioShock a Havok fizikai motort is használja, ami a játékban látható ragdoll (rongybaba) effektekre van hatással, illetve a környezeti elemek mozgása is élethűbb lett általa. A játék vezető programozója, Chris Kline szerint a BioShock erősen többszálú felépítésű, az alábbi műveleteket elkülönülve futtatja a játék motorja:
| - Szimulációs frissítés (1 szál) - Felhasználói felület (UI) frissítése (1 szál) - Renderelés (1 szál) - Fizika (Xenon processzoron 3 szál, PC-n legalább 1 szál) | - Audio állapotfrissítés (1 szál) - Audio jelfeldolgozás (1 szál) - Textúra streamelés (1 szál) - Fájl streamelés (1 szál) |

### Demó
A játék kipróbálható verziója az Xbox Live rendszerében 2007. augusztus 12-én vált elérhetővé, a PC-s változatot pedig Larry Hryb interjúja során jelentette be Ken Levine, miszerint augusztus 20-án fog megjelenni. A demó az első pálya részeit tartalmazta, amelynek végigjátszása nagyjából 45 percet vesz igénybe. Apró eltérések találhatóak a demó és a végleges változat között, több plazmidhoz és fegyverhez juthat a játékos, illetve a város biztonsági rendszerével is korábban kapcsolatba kerül, így mutatva be a teljes játék főbb elemeit. Kilenc nap elteltével az Xbox Live rendszerében elérhető többi demóval szemben az első helyre került a letöltések tekintetében, és az egymilliós letöltést is rekordidő alatt érte el. A Steam rendszerében is augusztus 20-án jelent meg a kipróbálható változat, egy nappal azelőtt, hogy a végleges változat is elérhetővé vált.

### Frissítések
2007. szeptember 6-án a játék Xbox 360 konzolra megjelent változatához adtak ki egy javítást, ami általános tekintetben hivatott a játék stabilitását növelni, főként az automatikus mentések betöltésére vonatkozólag. Ezenfelül a gyógyító állomások ellenfelek által történő használatán változtattak, valamint a játék menüjének betöltésekor fellépő hangtechnikai hibát is javítja. A felhasználók számára azt javasolták, hogy a játék legközelebbi indításakor töltsék le ezen frissítést. Azonban ez a javítás számos problémát is okozott, például alkalmanként lefagyott a játék, romlott a képfrissítés frekvenciája (frame rate) és néhány hangtechnikai probléma is megjelent. A probléma megoldását a játék gyorsítótárának (cache) törlése jelentette.
2007. december 4-én a Windows platformra megjelent verzióhoz készítettek el egy patchet, ami az Xbox 360 változat megjelenéséhez kapcsolódó ingyenes letölthető tartalmat (DLC) is magába foglalta. Ez számos bug javítását hozta magával, a horizontális látószög beállítására és a Vita Chamberek kikapcsolására is hozott lehetőséget, illetve új plazmidokat és egy új achievementet is.
2008. november 13-án a PlayStation 3 változat is kapott egy frissítést melyben néhány grafikai problémát javítottak, illetve egy olyan hibát, ami miatt a játékosok egy részének megakadt a játék, amit csak a konzol újraindításával tudtak folytatni. A frissítés tartalmazott továbbá egy New Game Plus funkciót és három bónuszpályát is (Challenge Room).

### További változatok
2007 augusztusában Ken Levine egy interjúban azt nyilatkozta, hogy nem tervezik a PlayStation 3 változat elkészítését, ám 2008. május 28-án a 2K Games bejelentette, hogy a 2K Marin már dolgozik ezen verzión, ami végül 2008. október 17-én jelent meg. 2008. július 3-án a 2K Games bejelentette, hogy a Digital Extremes céggel kötöttek partneri megállapodást és így a 2K Marin, a 2K Boston és a 2K Australia mellett a Digital Extremes fog a PlayStation 3 változat elkészítésén dolgozni. Az Xbox 360 változathoz képest nem javítottak a grafikán, a szélesvásznú (widescreen) megjelenítést viszont már alapból támogatta, míg az Xbox 360 változathoz ez csak a javítás után volt elérhető, emellett pedig a PlayStation 3 verzió esetében az átvezető videók magasabb felbontásúak lettek. A Challenge Room pályái és az újabb nehézségi fokozat is kizárólag a PlayStation 3 változat esetében voltak elérhetőek. Ez a Survivor Mode, amiben az ellenfelek erősebbek, a Vita-Chamberek pedig kevesebb életet töltenek vissza. A BioShock PS3 trófeákkal és a PlayStation Home támogatással is rendelkezett. 2008. október 2-án a PlayStation Store kínálatában feltűnt a játék kipróbálható verziója.
2008. február 12-én az IG Fun bejelentette, hogy megszerezték a BioShock mobiltelefonos változatának elkészítéséhez és kiadásához kapcsolódó jogokat.

## Fogadtatás
| Összegzőoldal | Értékelés |
| ------------- | --------- |
| GameRankings  | 95%       |
| Metacritic    | 96/100    |

| Szerző        | Értékelés |
| ------------- | --------- |
| 1Up.com       | A+        |
| Edge          | 8/10      |
| Eurogamer     | 10/10     |
| GameSpot      | 9/10      |
| GameStar (HU) | 96/100    |
| GameTrailers  | 9,5/10    |
| IGN           | 9,7/10    |
| PC Gamer (UK) | 9,5/10    |
| PC Guru       | 96/100    |
| PC Zone       | 9,6/10    |

A BioShock rendkívül pozitív fogadtatásban részesült, a játék átlagosan 93 pont feletti értékelésekkel rendelkezik. A mainstream sajtóértékelések kiemelték a játék számos magával ragadó tulajdonságát és a politikai mondanivalóját. A Boston Globe gyönyörű, brutális és nyugtalanító jelzőkkel illette a játékot, amit az elmúlt évek legjobbjának tart. A cikk szerzője a játékot Ayn Rand Veszett világ (Atlas Shrugged) című művét kritikával illető Whittaker Chambers 1957-ben megjelent Big Sister Is Watching You című írásával hasonlította össze. A Wired magazin szintén párhuzamot vont Ayn Rand és a játék között, amikor egy rövid Ken Levine interjúval összekötött beszámolót adott közre a játékról. A Chicago Sun-Times értékelésében azt írta, hogy nem gondolták volna, hogy bárki is képes lehet egy lebilincselő és szórakoztató játékot készíteni, ahol a fikció és Ayn Rand filozófiája összekapcsolódik, mindezt úgy, hogy játék közben sikerül elgondolkodtatnia az embert.
A Los Angeles Times kiemelte, hogy amellett, hogy élvezet játszani, lenyűgözően néz ki és egyszerű iránytani, a BioShock olyan élményt ad, melyre megjelenéséig egyetlen játék sem volt képes: Igazi érzéseket kiváltani a játékosból. A The New York Times szerzője intelligens, pompás és esetenként rémisztő jelzőkkel írta le a programot, amit a provokatív, morális alapokkal ellátott történet, a pazar művészeti irányvonal és a nagyszerű szinkronszínészek tesznek teljessé, ezeknek köszönhetően a BioShock a valaha készült legjobb játékok közé kerülhet.
A GameSpy a játék megkerülhetetlen atmoszféráját dicsérte, míg az Official Xbox Magazine hihetetlenül remek történetet és a pompás zenei és audió effekteket magasztalta. További pozitívumként értékelték a játékmenet és a harcrendszer egyenletes mivoltát, valamint az egyes grafikai elemeket, például a víz megvalósítását. Az Eurogamer cikkírója megjegyezte, hogy a játékelemek kombinációjával olyan sok szórakoztatási formát kapcsol olyan szakszerűséggel, hogy a BioShock az eddigi legjobb példa arra, hogy a videójáték, mint médium milyen rugalmas is tud lenni. Ez már nem csak egy újabb lövölde csinos kis grafikával körítve, hanem egy olyan történet, ami él, és legbelül magában rejti a legmeggyőzőbb, a legkidolgozottabb és a legjobb művészi irányvonallal rendelkező játékot, ami ez idáig a világra jött.
A kritikusok azonban rámutattak néhány negatív tulajdonságára is. Amikor a játékos elhalálozik és a Vita-Chamberekben éled újjá, akkor életereje felét visszakapja, míg az ellenfelek ugyanazzal az életerővel rendelkeznek, mint korábban. Ez által pusztán csak kitartással is végigverekedheti rajtuk magát a játékos, ezt tartják az egyik legzavaróbb tervezési hibának is. Az IGN megjegyezte, hogy a PC-s változat esetében könnyebb az irányítás, például a fegyverek vagy plazmidok cseréje az egér görgőjével történik, míg a konzolos változatoknál erre a célra kitalált körmenü nehézkesebben használható. Ezen felül a grafika a nagyobb felbontás miatt valamivel szebb PC-n, mint Xbox 360 platformon. A játékot a legtöbb helyen a hibrid first-person shooter jelzővel illeték, ám ezt egyes kritikusok nem tartották helyénvalónak, például a szerepjátékos elemek túlzott leegyszerűsítése miatt. Néhányan a splicerek harcmodorát kritizálták, felróva a változatosság hiányát és az amúgy sem jól kidolgozott mesterséges intelligenciájukat, valamint azt a tényt, hogy a morális döntések a túlságosan szélsőséges jó kontra rossz irányba terelődtek ahhoz, hogy érdekesnek lehessen találni ezeket. Jonathan Blow mellett többen is megemlítik, hogy a játék felkínálja a játékos számára, hogy megmentse vagy megsemmisítse a Little Sistereket, ám ez valójában nincs különösebben nagy hatással a játékra, ezáltal a játékos úgy érezheti, hogy ez a döntés csak egy jelentéktelen játékmechanizmus.
A 2007. szeptember 1-jén megjelenő PC Guru bevezetőjében megemlítik, hogy az év addigi legjobb játékának tekintik a BioShockot, amit a döbbenetes képi világának, az okos játékmenetének és a nagyszerű sztorijának köszönhet. A teszt szerint a játék képes meglepni, elvarázsolni, magába szívni és újat mutatni, zsenialitása pedig megkérdőjelezhetetlen, bár egy-egy játékelem a vártnál sokkal egyszerűbb lett. Rapture, a játéknak helyt adó, art deco stílusú, mérnöki pontossággal megtervezett metropolisz, hiteles, az 50-es évek stílusát idéző világát a cikkíró a játéktörténelem valaha készült legszebb és talán leghangulatosabb világának tartja. Kiemeli a taktikát és stratégiát igénylő harcokat, és a pár óra után feltáruló világot, mely korlátai mellett is képes lehet feledtetni linearitását. A szerepjáték-elemek és a hackelés egyszerűsége, illetve a hamar monotonná váló fényképezés lehetősége ugyan negatívumként említhető, ezeket a játék pozitív tulajdonságai bőven ellensúlyozni tudják. Az okos AI-t a szinte határtalannak tűnő lehetőségek tárházával fékezheti meg a játékos. A grafika elképesztő, gyönyörű és stílusos, a víz megjelenítése a designnal egyetemben példaértékű, a vizuális élményhez pedig elképesztő zenei aláfestés társul. Összességében elmondható, hogy beváltotta a hozzá fűzött reményeket a játék, bár a cikkíró megjegyzi, hogy az Oblivion mértékű szabadság hiánya és az RPG-elemek egyszerűsége a modern trendek egyik hatása, ám remélhetőleg a második rész eltünteti ezen hiányosságait.
A GameStar szerint évente legfeljebb 2-3 játék van, mint a BioShock, amit az utóbbi évek kínálatából habozás nélkül ajánlanának. A bevezetőben a cikk írója összefoglalja, hogy bár a játék semmilyen forradalmi újdonságot nem hoz, a többször is alkalmazott játékmechanikai elemeket a fejlesztők remek érzékkel illesztették egymás mellé, a végeredmény így tökéletes, kerek egészet alkot, és összességében páratlan élményt nyújt. A történet nem a hagyományos, lineáris narratívát követi, a játékos a pályán található hangfelvételekből nyert információkból rakhatja össze, mi is áll az események hátterében. Ezen teszt is kiemeli a harcrendszerben rejlő rengeteg lehetőséget, amit a különféle plazmidok és fegyverek kombinációjával lehet elérni. A játékmenet tökéletesen gördülékeny, az irányítás hibátlan, az akció pedig páratlanul változatos, a Vita-Chamberek, ahol a játékos halálakor feléled, lényegében tét nélkülivé teszik a harcokat, ami csökkenti a feszültséget. A grafika esetében az ellenfelek kidolgozottságát említik negatívumként, mert az arcuk olyan, mintha viaszból vagy gyurmából formázták volna, a művészeti dizájn azonban feledteti ezen nem igazán zavaró hibát. Megemlítik azonban a játékkal szemben felmerült technikai gondokat, például a pixel shader 3.0-t és a widescreen monitorokat sem támogatja a játék, azonban a lelkes rajongók elkészítették az ezeket áthidaló megoldásokat. A játék másolásvédelmét jelentő SecuRom esetében is adódtak problémák, a játék megjelenésének napján ugyanis a netes aktiválás nem működött teljesen megfelelően. A hangok és szinkronhangok, illetve a zenék minőségét külön is kiemeli a cikk írója, összességében pedig az utóbbi évek legjobb játékának nevezi, amit például a zseniálisan kialakított környezettel, a sztori és a játékmenet tökéletes egységével indokolt.

A játék art déco stílusú világát számos cikkben dicsérték

Az 576 KByte a PlayStation 3 változatról szóló tesztben megemlíti, hogy a BioShock az előző 2007-es évben már történelmet írt, így nagy lehet az öröm a PS3 tulajdonosok körében, hogy egy ilyen minőségi cím megjelenik a konzolra. A cikk írója megemlítette, hogy grafikailag ugyan nem fejlődött tovább a játék a többi változathoz képest, hanem megtartotta eredeti minőségét, ami az általában nem túl jól sikerült átiratok miatt egyfajta pozitívumnak is tekinthető. A bugok és egyéb textúra-furcsaságok kijavításra kerültek, extrém Survivor nehézségi fokozat, valamint a korábban megjelent patchek és DLC-k is a játék részét képezik. Az 1080p-s felbontás sajnos semmiféle előnnyel nem jár és maximum csak kétszeres elsimítás érhető el, ezért a vékonyabb függőleges csíkok – mint amilyenek a távoli fények – hajlamosak vibrálni, bár ezt az átlag játékos valószínűleg nem fogja észrevenni. Ezen negatívum mellett a játék viszonylagos rövidségét és a csőpálya rendszerű világot emelik ki. Összességében a cikk írója úgy vélekedik, hogy aki már korábban játszott más platformon a játékkal, az nem kap majd annyi extrát, hogy érdemes legyen újra megvásárolnia, mindenki másnak azonban kötelező anyagnak tartja. Legfőbb pozitívumaiként a történetet és grafikát említi és a játékot 9 ponttal jutalmazta a 10-ből.
Az 576 Konzol a tesztjében a játékot a belső nézetes lövöldék, a kaland- és szerepjátékok roppant összetett és érdekes elegyeként írják le. A játék történéseinek helyt adó város, Rapture pedig a cikk írója szerint minden idők legjobban felépített mini-univerzuma. Úgy vélekedik, hogy ez a város az első igazán életszerű, hiteles virtuális világ, mert nincsenek helykitöltő és játékidőt növelő üres és élettelen szakaszok, kirakatlokációk és üres falak. Kiemeli továbbá, hogy az ellenfelek legyőzésére viszonylag sok lehetősége van a játékosnak, játék közben viszont nem érződik bonyolultnak a rendszer. Az egyik legnagyobb negatívumaként a elmondja, hogy a játék roppant könnyű, bármilyen nehézségi fokozaton is játszik az ember, ez főként a Vita-Chamber rendszernek köszönhető, ami játékosbarát, ámde idegesítő. További negatívumként említi, hogy a játékos, miután az egyes helyszíneket megtisztította az ellenségektől, később visszatérve ugyanúgy ellenségekbe botlik, ami nem csak illúzióromboló, hanem idegesítő is egyben. Kárpótlásképp az utolérhetetlen hangulatot nevezi meg, ami a korábban etalont képező Half-Life 2 játékot is lemossa a színről. Grafika szempontjából a BioShock-ot tekinti az új etalonnak, színes, szagos, hihetetlenül látványos, parádésan festő és technikailag kifogástalan jelzőkkel illeti. Szaggatásnak, el-eltünedező textúráknak, rosszul összeillesztett szakaszoknak nyoma sincs, amit a rövid, de alapos tesztidőszakkal indokol a szerző. A játékban szereplő vízeffekteket minden idők legjobbjának nevezi. Az összegzésben úgy véli, hogy a BioShock a saját sikerének az áldozata, bejelentésekor ugyanis még erőteljesen alapozott a felfedezésre, a harcok pedig csak másodlagos eszközként, a monotonitást megtörő elemként szerepeltek, ám az üzleti bukást elkerülendő változtattak az eredeti formulán, ezért lett belső nézetes lövölde akció-szerepjáték helyett, mindezekért pedig napjaink játékosait hibáztatja. Ilyen például, hogy az átlagjátékos nem birkózott volna meg háromszor több felfedezéssel és negyedannyi akcióval, a cél irányába pedig mindig egy hatalmas vibráló nyíl vezet, ezért az amúgy is teljesen lineáris szoftver esetében az eltévedés lehetősége nem igazán merül fel. A cikk írója szerint a BioShock pazar, lenyűgöző élmény, mely hangulat szempontjából toronymagasan kiemelkedik a tömegből – a sikerhez elég, ám az örökkévalósághoz ennél több kell. A végső pontszáma 9.5 a 10-ből.
Martin szerint a BioShock a videójátékok egy magasabb, minőségibb szintjén mozgó produktum, ami tekintélyt parancsol a végletekig kidolgozott, pazar látványvilágával és őszinte elismerést érdemel játékmenete miatt. Párját ritkító, komoly alkotásnak, egy zseniálisan felépített digitális szórakoztató eszköznek tartja, amely szinte a kopasz vászonról indulva, az ecsetvonásokat és színeket fokozatosan adagolva fest a játékos elé egy megrázó képet, ezért érett, igazi csemegékre éhes gamereknek ajánlja tiszta szívből a játékot.
A PC Guru csapata a 2007-es év összesítésekor a legjobb stílus kategóriában rangsorolta első helyre a játékot a Viva Piñata és a Team Fortress 2 játékokkal szemben, a legjobb játék díjáról azonban az Orange Box mellett lemaradt a Call of Duty 4: Modern Warfare játék ellenében. A GameStar évértékelésében pedig az olvasók szavazatai alapján a legjobb játék kategóriában a negyedik helyet szerezte meg a Call of Duty 4: Modern Warfare, a Crysis és az Orange Box mögött, a legjobb FPS kiválasztásánál pedig a harmadik helyre került, szintén a Call of Duty 4: Modern Warfare, a Crysis játékokkal szemben. Felmerült ugyan, hogy az év legjobb játékainak összesítésekor a többjátékos mód hiánya miatt nem került fel a dobogóra, illetve a játék megjelenését követő aktiválási problémák és bugok rontották a játék megítélését (amit az első patch jórészt megoldott), ám azt elismerték, hogy a játék egészen egyedi, az agyatlan lövöldözős játékok ellenpéldája, végletekig finomhangolt játékmenettel, páratlan művészeti kidolgozottsággal, magával ragadó és elgondolkodtató történettel. Az 576 Konzol évértékelésekor a lövöldözős játékok kategóriájában megemlítik, hogy a System Shock hagyatékát továbbgondoló, augusztusban kiadott BioShock nem csak a 2007-es év, de minden idők legerőteljesebb hangulatbombája, sokáig pedig úgy tűnt, hogy nem is akad méltó kihívója. Végül ezt a kategóriát a Call of Duty 4 nyerte, különdíjjal jutalmazták viszont a BioShock víz effektjeit.

### Díjak
A 2006-os E3 alkalmával a BioShock számos videójátékokkal foglalkozó weboldalnál elnyerte a show legjobbjának járó díjat, mint például a GameSpot, az IGN és a GameSpy esetében a GameTrailers honlap pedig a BioShock előzetesét választotta az év legjobbjának. A 2007-es lipcsei Games Convention rendezvényen a legjobb Xbox 360 játéknak választották meg. A játék megjelenése után az éves Spike Video Game Awards díjátadón az év legjobb játéka, a legjobb Xbox 360 játék, a legjobb eredeti zene kategóriákban győzedelmeskedett a BioShock, a legjobb lövöldözős játék, a legszebb grafika, a legjobb PC-s videójáték és a legjobb zene kategóriában pedig jelöléseket gyűjtött be. A 2007-es BAFTA díjátadó legjobb videójáték kategóriájában is a BioShock nyert. Az X-Play összesítésében a legjobb játék, a legjobb eredeti zenei anyag, a legjobb forgatókönyv és történet, valamint a legjobb művészeti irányzat kategóriákban választották az első helyre a játékot.
Az IGN "Best of 2007" listáján a BioShock legjobb játék kategóriájában kapott jelölést, a legjobb PC-s játék, a legjobb művészi dizájn és a hangok legjobb felhasználása terén pedig az első helyre rangsorolták. A GameSpy évértékelésekor a bronzérmet kapta a BioShock a legjobb játék kategóriában és az első helyezést adta neki a legjobb hang, történet és művészeti irányzat kategóriában. A GameSpot a legjobb sztori díjával tüntette ki a játékot, a GamePro pedig a legjobb történet, a legjobb Xbox 360 és a legjobb egyjátékos lövöldözős játék kategóriájában hirdette győztesnek a játékot. A 2008-as Game Developers Choice Awards díjátadón a legjobb művészi irány, a legjobb forgatókönyv és a legjobb audió kategóriákban győzedelmesedett a BioShock. A Guinness Rekordok Könyve a legnépszerűbb Xbox Live demó kategóriájában díjazták a játékot a Guinness World Records: Gamer's Edition 2008 című kiadványban. A Game Informer a legjobb 10 videójáték kezdet közül a BioShock nyitányát sorolta az első helyre. A GamesRadar minden idők legjobb játékait összesítő listáján, 2013 júniusában a Bioshock sorozat a 6. helyen állt, míg a G4 hasonló összeállításában a játék a 3. helyen szerepelt. 2011-ben a GameTrailers által összeállított, minden idők 100 legjobb videójátékos előzetesét rangsoroló listán a BioShock szerezte meg az első helyet. Az IGN a 2006 és 2012 közötti időszakot vizsgálva a 25 legjobb, modern PC-s játékot rangsoroló listáján a dobogó legfelső fokára helyezte a játékot. 2012 novemberében a Time magazin minden idők 100 legnagyszerűbb videójátéka közé sorolta a játékot.

### Eladások
Az Xbox 360 változat 2007 augusztusában nagyjából 490 900 példányban kelt el az Egyesült Államokban, amivel a harmadik helyet szerezte meg az adott hónapban Madden NFL 08 Xbox 360 és PlayStation 2 változata mögött. A The Wall Street Journal jelentése szerint a Take-Two Interactive részvényei szárnyalni kezdtek a játék megjelenését követő héten, az emelkedés majdnem meghaladta a 20%-ot, köszönhetően a Bioshock rendkívül kedvező kritikai fogadtatásának. 2008. június 5-én a Take-Two bejelentette, hogy a játékból több mint 2,2 millió példány került a boltokba. 2008. június 10-én Roy Taylor, az nVIDIA Content Business Development részlegének alelnöke egy interjúban elmondta, hogy a PC-s verzió egy milliónál is több példányban került értékesítésre. Strauss Zelnick, a Take-Two elnök-vezérigazgatója 2009 júniusában megerősíti, hogy a játékból három milliónál is több kelt el. 2010 márciusára ez a szám a négy milliót is meghaladta.

### Művészeti megítélése
A BioShock a művészeti stílusával és a magával ragadó történetmesélésével számos dicséretet vívott ki magának. Glen Creeber és Royston Martin a Digital Culture: Understanding New Media című könyvükben egy esettanulmányt készítettek, melyben a BioShock példáján keresztül vizsgálják a videójátékokat, mint művészeti médiumokat. Elismerően nyilatkoztak a játék audiovizuális részéről és a játék azon képességéről, mellyel a játékost történetének segítségével a monitor elé szögezi. Véleményük szerint a videójátékok művészi médiummá válásának folyamatában a BioShock a felnőtté válás szakasza felé tett lépés.
2011 februárjában a Smithsonian Intézet bejelentette, hogy egy kiállítást szentelnek a videójátékoknak, mint művészeti ágnak. Számos játékot választottak ki erre az alkalomra, melyet a közönség ízlése is befolyásolhatott a kiállítás weboldalán leadott szavazatokkal. A BioShock az élen járt ezen esetekben, mert jelképezi azt, hogy a videójátékok művészi alkotásként is értelmezhetőek.

### Másolásvédelmi és technikai problémák

A különféle plazmidok nagy segítségére lehetnek a játékosnak, például az ellenfeleket is megfagyaszthatják

A játék Windows operációs rendszerre, fizikai adathordozón megjelent változata a SecuROM nevű másolásvédelmi eljárást használta, valamint a játék internetes aktiválást igényelt a telepítés után. Eredetileg 2007. augusztus 23-án éjfélkor jelent volna meg a játék Ausztráliában, ám a 2K Games szerverei elérhetetlenné váltak, így a játékot nem lehetett elindítani, amíg a szervergondok meg nem oldódtak. A SecuROM miatt a vásárlók kezdetben csak kétszer aktiválhatták volna játékukat. Azonban a játék újraaktiválására akkor is szükség volt, ha a Windows újratelepítése előtt eltávolították a játékot. A problémákat tovább fokozta, hogy a játék nyomtatott kézikönyvébe rossz telefonszám került, így az Egyesült Államokon kívüli vásárlóknak költséges nemzetközi hívásokat kellett kezdeményezniük, ha a problémájukra megoldást kívántak találni. A kiadó úgy döntött, hogy megemeli a korlátot a korábbi 2-ről 5-re, csak azt meghaladva szükséges a játékosnak újra telefonon felvenni a kapcsolatot velük. Sok vásárló azonban elégedetlen volt, hiszen a játék másolásvédelméről a játék megjelenése előtt nem kaptak információkat. További kritikák érték a rendszert, amiért ugyanazon számítógépen más felhasználói fiókokon történő telepítés is új aktiválást igényel, így például egy családon belül mindenki számára aktiválni kellene, aki saját profilt használ. A2K Games tagadta, hogy ez lett volna a korlátozással a szándékuk.
Két hónappal a megjelenés után a felhasználói panaszok enyhítésére elkészítettek egy programot, amit a játék eltávolítása előtt futtatva visszakapható az adott aktiváció. Ezzel azonban továbbra sem orvosolták azt a problémát, amik egy PC-n több felhasználói fiókra is telepítik a játékot, illetve azon eseteket sem, amikor az eltávolításra nincs lehetőség, például a merevlemez meghibásodása miatt.
2008. június 19-én a 2K Games megszüntette az aktivációs korlátozást, így a felhasználók korlátlan számban telepíthették a játékot, azonban az online érvényesítés szükségessége megmaradt. A lemezről telepített játékoknak az internet hozzáférés azért elengedhetetlen, mert olyan fájlokat kell letöltenie a programnak, amelyek nem találhatóak meg a DVD-n. Ez a folyamat az autopatcher, ami nevével ellentétben nem frissíti a játékot a legújabb verzióra, csupán az 1.0-s változat eléréséhez szükséges fájlokat tölti le. 2007 augusztus 24-én, nem sokkal a játék megjelenését követően Ken Levine azt nyilatkozta, hogy az online aktivációt is eltörlik, amikor a játék eladási adatai nem tartják majd őket nyomás alatt.
Egyes vírusirtók és malware keresők a SecuROM-ot észlelve kártékony programkódokat jeleztek, így sokan rootkitet sejtettek a háttérben, ezt azonban a 2K Games cáfolta. A BioShock eltávolítása azonban nem törli a SecuROM által installált vagy a rendszerleíró adatbázisban létrehozott kulcsokat.
További kritikák érték a játékot, mert nem támogatta a pixel shader 2.0b-t használó videókártyákat (Radeon X800/X850), amik a 2004-2005-ös időszakban felsőkategóriás kártyának számítottak és a játék megjelenésekor a Valve által gyűjtött adatokból kiderül, hogy a Steam felhasználóinak 24%-a ilyen típusú videokártyával rendelkezett. A felhasználók ezért maguk próbáltak egy kompatibilis verziót elkészíteni, amit apróbb sikerek koronáztak, a kiadó azonban nem nyilatkozott arról, hogy megoldást keresnének a problémára.
A BioShock megjelenését követően számos probléma merült fel, főként a windowsos változattal kapcsolatban. A hivatalos fórumon külön lista van fenntartva az ismert hibák számára. Mind a demó, mind a végleges változatban megfigyelhető, hogy a látószög (field of viev, röviden FOV) a szélesvásznú változatoknál kevesebbet mutatott, mint a 4:3 arányú megjelenítést alkalmazó játékosoknál. Ez ellentétben állt azzal, amit a megjelenés előtt a fejlesztők a szélesvásznú monitorok támogatásáról állítottak. Később arról számoltak be, hogy ezen állapot egy fejlesztés során meghozott tervezési döntésnek az eredménye. A 2007. december 4-én megjelent 1.1 verziószám javítással bekerült egy Horizontal FOV Lock opció, melyet a beállítások menüben lehet kikapcsolni, így a szélesvásznú megjelenítést alkalmazva sem vágja meg a program látószöget.

## További megjelenések

### Folytatások
A játék remek eladási adatainak és kedvező kritikai fogadtatásának hála a Take-Two elnök-vezérigazgatója, Strauss Zelnick egy konferenciabeszélgetésen felfedi, hogy a cég a játékot egy franchise részeként képzeli el. Továbbá aGrand Theft Auto sorozathoz hasonló fejlesztési ciklusok létrehozását tervezte a folytatások elkészítéséhez, így 2 vagy 3 évente érkezett volna egy újabb tagja a BioShock szériának. Christoph Hartmann, a 2K elnöke azt állította, hogy a játéknak akár öt folytatást is el tud képzelni, így a széria a Star Wars filmekhez hasonlóan 6 részből állna.
2008. március 11-én a Take-Two Interactive hivatalosan is bejelenti, hogy a BioShock 2 fejlesztés alatt áll, melynek munkálataiért a 2K Marin felel. 2008 augusztusában Ken Levine egy interjú során elmondta, hogy a 2K Boston nem vesz részt a folytatás elkészítésében, mert egy nagyon más projekten dolgoznak. A BioShock harmadik részének érkezését 2008 júniusában erősítették meg, melynek megjelenését a BioShock film mozikba kerüléséhez időzítették volna. Az első információk a BioShock PlayStation 3 változatának megjelenésével kerültek napvilágra, mivel az tartalmazott egy teaser bemutató, amin a BioShock 2: Sea of Dreams látható, bár később elhagyták az alcímet. A videóban a The Pied Pipers "Dream" című száma volt hallható, utalva az első rész Great American Songbook zenéire. A fejlesztők elmondása szerint az előzménytörténet és a folytatás szerepét egyaránt betölti majd a BioShock 2. A játékban Subject Delta lesz a főszereplő, a Big Daddyk prototípusa, akinek meg kell találnia korábbi Little Sisterét, Eleanort. A játék végül 2010. február 9-én jelent meg Windows, Xbox 360 és PlayStation 3 platformokra, a Mac OS X változat pedig 2012. március 29-én került a boltokba.
A 2013 márciusában megjelent BioShock Infinite ugyan az eredeti részt is fejlesztő Irrational Games játéka és a név mellett a BioShock játékmenetbeli koncepciója is egyezik, mégsem folytatás vagy előzmény, hanem egy teljesen új történetszál és világ. A játék cselekménye 1912-ben játszódik a Columbia nevezetű lebegő városban, a főszereplő Booker DeWitt, a Pinkerton National Detective Agency korábbi nyomozója, aki megpróbál egy Elizabeth nevű nőt elmenekíteni a disztópiába fordult városból. Az Infinite több univerzum létezését feltételezi, a játék egyik jelenetében például a főhős és Elizabeth átkerül Rapture városába, de ezt leszámítva semmi történeti kötődés nincs a két játék között. Mivel az első részt készítő csapat dolgozott a játékon, ezért sok kritikus megjegyezte, hogy minőségét tekintve az Infinite az igazi folytatás, nem a 2k Marin által fejlesztett Bioshock 2.

### Gyűjtői kiadás
2007 márciusában a rajongók egy petíciót indítottak a különleges kiadás érdekében, a Take-Two pedig közölte, hogy amennyiben az aláírók száma eléri az ötezret, elkészítik a limitált gyűjtői kiadást. Ezen cél eléréséhez mindössze öt órára volt szüksége a petíciónak. A 2K Games által üzemeltetett Cult of Rapture weboldalon egy szavazást tettek közzé, melyben az oldal látogatóit kérdezték, hogy mit szeretnének a különleges kiadásban látni, a szavazás eredményét pedig a fejlesztők is ténylegesen számításba veszik. A 2K egy versenyt hirdetett, amiben a limitált kiadás borítóját kellett megtervezni, a győztes pedig Adam Meyer, a Crystal Clear Art cég tulajdonosának pályaműve lett.
2007. április 23-án bejelentették, hogy a Limited Collector's Edition tartalmazni fog egy 15 centiméter magas Big Daddy figurát, egy DVD-t, ami a játék fejlesztését mutatja be, valamint a játék zenei anyagát tartalmazó CD-t. A szállítás során sok Big Daddy bábu megsérült, a kiadó pedig vállalta ezeknek a cseréjét. A különleges kiadás megjelenése előtt nem sokkal a lecserélték a játék zenéit tartalmazó CD-t a The Rapture EP nevű kiadványra, mely azonban csak három remixet tartalmaz.

### Nyomtatott média
2007. augusztus 13-án jelent meg a BioShock: Breaking the Mold című művészeti album a 2K Games hivatalos oldalán. A könyv alacsony és magas felbontásban, PDF formátumban érhető el. 2007. október 1-jéig a kiadó a könyv nyomtatott változatát postázta azok számára, akik sérült Big Daddy figurákat kaptak gyűjtői változatuk mellé, így kompenzálva a vásárlókat, amiért elhúzódott az új bábuk kiküldésének ideje. 2008. október 31-én bejelentették a "Breaking the Mold: Developers Edition Artbook Cover Contest" nyerteseit a cultofrapture.com weboldalon.
John Shirley BioShock: Rapture című regénye 2011. július 19-én jelent meg az Egyesült Államokban. A könyv története a játék cselekményének előzményeivel foglalkozik, például Rapture felépítésével, majd azon események láncolatával, mely végül a város bukásához vezet. A könyv párhuzamosan követi a játékból is ismerős szereplők történetét. 2012-ben a Lektűr Kiadó adta ki magyarul Bioshock: Rapture - A víz alatti város címmel.

### Zene
2007. augusztus 24-én a 2K Games egy 12 számból álló válogatást tett közzé ingyenesen a hivatalos weboldalukon. A Garry Schyman által komponált műveket MP3 formátumban lehet letölteni. A gyűjtői kiadás, ami a The Rapture EP című kiadványt foglalta magában, három remixet tartalmazott ("Beyond the Sea", "God Bless the Child", "Wild Little Sisters"), amiket Moby és Oscar The Punk készített a játékban található eredeti zeneszámok alapján.
A játékos számos fonográfot találhat, ami az 1940-es, 50-es évek zenéit játssza a háttérben. Összesen 30 licencelt zene került a programba. A BioShock 2 Special Edition kiadásához az első rész zenéit tartalmazó LP hanglemezt csomagoltak.

### Film
A játék megjelenése után iparági pletykák már utaltak a filmváltozat elkészítésének lehetőségére, mely hasonló greenbox technikával készült volna, mint a 300 című film. 2008. május 9-én a Take Two bejelentette, hogy a Universal Studios felel majd a BioShock film elkészítéséért, melynek rendezője Gore Verbinski, forgatókönyvírója pedig John Logan lesz. A film eredeti tervek szerint 2010-ben jelent volna meg, ám költségvetési kérdések miatt felfüggesztették a munkálatokat. 2009. augusztus 24-én kiderült, hogy Verbinski otthagyta a projektet a stúdió azon döntése miatt, hogy külföldön forgassák le a filmet a költségvetés alacsonyabban tartása érdekében. Verbinski azonban a Rango forgatása miatt nem vállalta a külföldi forgatást. Felmerült, hogy Juan Carlos Fresnadillo rendezné a filmet, Verbinski pedig továbbra is a film mellett maradna, mint producer.
2010 januárjában már a forgatás előtti fázisban járt, de júliusban újra költségvetési kérdések merültek fel, Gore Verbinski azonban azt nyilatkozta, hogy dolgoznak a probléma megoldásán. 2010. augusztus 30-án Ken Levine egy interjú során elmondta, hogy még mindig aktív státuszban van a projekt és dolgoznak rajta. Verbinski később elmondta, hogy próbálják az R, azaz restricted korhatár-besorolást tartani (17 év alatt szülői felügyelettel nézhető meg), ám így nem találnak támogatóakat a filmhez, ami veszélybe sodorhatja a film jövőjét.
2013 márciusában Levine elmondta, hogy a filmet hivatalosan is törölték. Állítása szerint miután a Warner Watchmen című 2009-es filmje nem teljesített a stúdió elvárásainak megfelelően, aggodalmak merültek fel Verbinski 200 millió dolláros költségvetését illetően a BioShock film kapcsán. Megpróbálták 80 millió dollár körülire szorítani a büdzsét, ám Verbinski ezzel nem értett egyet. A Universal ezért egy másik rendezőt választott a feladatra, aki kevesebből is megoldaná a filmet, ám Levine és a 2K Games szerint ő nem volt jó választás a filmhez. Ekkor döntöttek úgy, hogy befejezik a projektet, Levine szerint ugyanis az akkori kompromisszumok mellett nem tudták volna megfelelően elkészíteni a filmet.

## Fordítás
- Ez a szócikk részben vagy egészben a BioShock című angol Wikipédia-szócikk ezen változatának fordításán alapul.  Az eredeti cikk szerkesztőit annak laptörténete sorolja fel. Ez a jelzés csupán a megfogalmazás eredetét és a szerzői jogokat jelzi, nem szolgál a cikkben szereplő információk forrásmegjelöléseként.